# پاک‌کن (بدافزار)
در امنیت رایانه، یک پاک‌کن یا وایپر (به انگلیسی: Wiper) نوعی بدافزار است که برای پاک‌کردن دیسک سخت یا دیگر حافظه‌های ثابت رایانه‌ای که آلوده می‌کند طراحی شده و به‌صورت مخرب، داده‌ها و برنامه‌ها را حذف می‌کند.

## نمونه‌ها
یک بدافزار با نام «وایپر» ظاهراً برای حمله به شرکت‌های نفتی ایرانی مورد استفاده قرار گرفته است. در سال ۲۰۱۲، اتحادیه بین‌المللی مخابرات، کسپرسکی لب را در جریان هارددرایوهایی که ظاهراً توسط وایپر آسیب دیده بودند، قرار داد تا آن‌ها را تحلیل کند. اگرچه نمونه‌ای از این بدافزار ادعایی یافت نشد، کسپرسکی موفق به کشف ردپاهایی از بدافزار دیگری به نام Flame شد.
بدافزار شمعون دارای مکانیزم دیسک پاک‌کنی بود. این بدافزار در حملات سایبری ۲۰۱۲ و ۲۰۱۶ علیه شرکت‌های انرژی عربستان به کار گرفته شد و از یک درایور تجاری دسترسی مستقیم به درایو موسوم به Rawdisk استفاده می‌کرد. گونه اصلی این بدافزار، فایل‌ها را با بخش‌هایی از تصویر یک پرچم در حال سوختن آمریکا بازنویسی می‌کرد. گونه ۲۰۱۶ تقریباً مشابه بود، با این تفاوت که از تصویر پیکر آلان کردی به‌جای آن استفاده می‌کرد.
یک مؤلفه پاک‌کننده نیز به‌عنوان بخشی از بدافزاری که گروه لازاروس —یک گروه جرایم سایبری با ادعای ارتباط با کره شمالی—در حمله‌های سایبری ۲۰۱۳ به کره جنوبی و هک سونی پیکچرز در سال ۲۰۱۴ به کار برد، شناسایی شد. در هک سونی پیکچرز نیز از RawDisk استفاده شد.
در سال ۲۰۱۷، رایانه‌های چند کشور — به‌ویژه اوکراین — توسط نات‌پتیا که گونه‌ای از باج‌افزار پتیا بود آلوده شدند و از لحاظ عملکردی نقش یک وایپر را ایفا می‌کرد. این بدافزار رکورد راه‌انداز اصلی را با یک سربار اجرایی آلوده کرده و با این روش جدول پرونده‌های داخلی ان‌تی‌اف‌اس را رمزگذاری می‌نمود. با وجودی که همزمان درخواست باج می‌کرد، اما مشخص شد کد آن به‌گونه‌ای تغییر یافته که امکان برگرداندن تغییرات حتی پس از پرداخت باج عملاً وجود نداشت.
چندین گونه از وایپر در جریان حمله‌های سایبری ۲۰۲۲ به اوکراین علیه سامانه‌های رایانه‌ای مرتبط با این کشور شناسایی شدند. این بدافزارها که از سوی پژوهشگران «CaddyWiper»، «HermeticWiper»، «IsaacWiper» و «FoxBlade (FoxBlade)» نام گرفتند، شباهت اندکی به یکدیگر داشتند و همین امر گمانه‌زنی‌هایی را درباره ساخته شدن آن‌ها توسط بازیگران مختلف تحت حمایت دولت روسیه برای این مقطع خاص برانگیخت.

## راهکار
«افزونگی فعالانه» می‌تواند راهکاری برای محافظت در برابر تخریب داده باشد. پژوهشگران سامانه‌هایی ابداع کرده‌اند که قادرند بافرهای نوشتنی را پیش از رسیدن به فضای ذخیره‌سازی بررسی کنند، و در صورت مخرب بودنِ عملیاتِ نوشتن، از داده‌های در شرف تخریب محفاظت کنند. علاوه بر این، تهیه منظم نسخه‌های پشتیبان (مشروط بر این که روی یک دستگاه خارجی ذخیره شده باشند) امکان بازیابی داده‌های از دست‌رفته را فراهم می‌کند.